# Wanderlândia
Wanderlândia é um município brasileiro do estado do Tocantins. Localiza-se a uma latitude 06º50'57" sul e a uma longitude 47º57'47" oeste, estando a uma altitude de 257 metros. Sua população estimada em 2022 era de 10.522 habitantes e possui uma área de 1.365,431 km².

## História
Seu nome é em homenagem ao tenente coronel Theodoro Geofre Wanderley, sogro do lendário herói de Boa-Vista José Dias Ribeiro. Theodoro foi morto, de maneira brutal, junto com outros 18 membros de sua família por Francisco Acacio e capangas do coronel Carlos Leitão quando estava a caminho de sua fazenda, chamada Aldeia, à Boa-Vista, estando preso sob custódia de uma escolta federal. O munícipio de Wanderlândia se encontra onde era outrora a fazenda Aldeia, o qual era propriedade de Theodoro.
Rica em recursos hídricos, possui em torno de 27 lindas cachoeiras. A cidade se encontra localizada às margens da Rodovia Belém-Brasília, no entroncamento entre a BR-153 e a BR-226. O município de Wanderlândia situa-se na Microrregião de Araguaína, estando próximo aos estados do Maranhão e do Pará.
No início da década de 80, o padre Josimo Morais Tavares, pároco na Igreja Nossa Senhora da Conceição, iniciou uma luta contra os latifundiários da região, vindo anos mais tarde ser brutalmente assassinado, deixando organizado um grupo de pessoas ligadas a CPT (Comissão Pastoral da Terra) que culminou em uma forte luta pela conquista das terras improdutivas, formando na região vários Projetos de Assentamentos feitos pelo INCRA.
Na cidade possui várias entidades rurais como:
- Cooperativa dos Produtores Rurais de Wanderlândia
- Associação dos Pequenos Produtores Rurais de Wanderlândia
- Associação dos Trabalhadores Rurais do Vale do Corda
- Associação dos Trabalhadores Rurais Ilha verde
- Associação das Mulheres Trabalhadoras rurais de Wanderlândia e Sindicato dos Trabalhadores Rurais de Wanderlândia.

O trabalho da igreja influenciou grandemente a cultura wanderlandense, exemplo disso é o festejo de Santo Antonio, que movimenta a cidade durante os 13 dias de festa.
Atualmente várias empresas florestais que plantam eucalipto se instalaram no município, sendo a principal a JS Empreendimentos Florestais, com mais de 1.000 hectares de área plantada. A cidade possui um dos maiores posto de combustíveis do Tocantins, o Posto Bola Branca, que anteriormente amargava o nome de ser o Posto da prostituição em referencia a reportagens de nível nacional sobre o assunto (revista Veja). 
Desde 2013, a cidade está aumentando gradativamente sua população, graças ao melhoramento da infraestrutura urbana, como ruas asfaltadas, quadras poliesportivas e outros, fazendo com que pessoas que haviam ido embora retornassem para a cidade. 
O início do desenvolvimento de Wanderlândia ocorreu às margens da BR-226, Belém-Brasilia, em 1958, época da construção da BR. O município pertencia ao Estado de Goiás, localizado precisamente no norte do Estado. 
Em 1958 no lugarejo que recebeu o nome ″Entroncamento do Velame″, residiam algumas famílias: O Senhor Pedro Coelho (ainda vivo com 92 anos) e sua esposa Ana Isabel Wanderley, José Gomes, pensão do Sr Amâncio Rodrigues Ribeiro e sua esposa dona Julia, Estanislau Pereira, Maria Salomé Wanderley (ainda viva com 102 anos) e outros. 
Em 1962 o Senhor José Maria, mudou-se de Cafelândia para o entroncamento do Velame, e junto com ele vieram outros habitantes, com sua chegada o povoamento teve avanço em seu crescimento. O Senhor José Maria transferiu a Escola de Cafelândia para o município de Wanderlândia, sob a denominação de Escola Municipal Dom Pedro II. A sua esposa Dionísia Araújo Ferreira, foi a primeira professora. As famílias Ferreira e Wanderley solicitaram um templo católico dedicado a Nossa Senhora da Conceição. Não havia permanentes pregações, elas eram feitas através de Padres que vinham de outras localidades. 
No ano de 1966, reeleito vereador de Babaçulândia, município o qual Wanderlândia pertencia, José Maria conseguiu, uma área de terra, que em seguida doou a prefeitura de Babaçulândia para o povoado em evidencia. Para que o progresso chegasse bem rápido o Sr. José Maria, ao doar os lotes aos interessados, impôs que todos construíssem, pois caso contrário ao expirar o prazo, o lote era doado a outro interessado, sendo uma forma de progresso a qualquer custo. 
O loteamento urbano da nova área em extensão do povoado foi zoneado pelo topógrafo pratico Sr. João de Tal e de um estudante de engenharia civil, Antonio Dias Carneiro. 
A aquisição de lotes foi sem onerar, porém sob a imposição de um regulamento que exigia do adquirente um prazo estipulado de sessenta dias para construírem em seu lote. Passado o prazo o imóvel seria revogado a disposição de outros interessados. 
Seu rápido desenvolvimento consequente da rodovia a BR-153 aberta na década de 1960, transformou-se rapidamente num centro de povoação próspero. 